# 海磯鏡
海磯鏡（かいききょう）は東京国立博物館所蔵の銅鏡である。国宝。大きさ、図様共にきわめて酷似した二面の鏡から成り、奈良時代の銅鏡のあり方を考えるうえで重要な遺品である。

## 特徴

### 寸法
海磯鏡はN-74、N-75のふたつの鏡から成る。本記事では二面の区別の便宜のため、N-74、N-75と列品番号で呼称する。
N-74の寸法は、直径46.65センチメートル、縁幅0.95センチメートル、縁厚1.68センチメートル、鈕（ちゅう）の直径6.98センチメートル、鈕の高さ4.20センチメートル、重さ18796.3グラムである。N-75の寸法は、直径45.90センチメートル、縁幅0.95センチメートル、縁厚1.40センチメートル、鈕の直径6.48センチメートル、鈕の高さ4.35センチメートル、重さ17557.3グラムである。
二面とも寸法・重量ともにきわめてよく似ている。およそ46センチメートルという大きさは日本に現存する唐式鏡およそ200面のなかでも5番目の大きさである。二面を比較すると、N-74のほうが全体が若干（約1.7%）大きく、縁幅と縁厚も広く、断面は角ばっている。重量はN-74のほうが310グラム（15%）ほど大きい。

### 図様
| N-74 |  | N-75 |
| N-74 |  | N-75 |

二面は背面部の図様についても酷似しており、一部には全く同じ図様の箇所も存在するが、全体的にN-74のほうが文様表現が鮮明であり、対してN-75は表現が全体的に粗く、型崩れのような箇所も散見される。図様は唐風で、唐代製作もしくは日本で唐代の鏡を模倣した唐式鏡の一種に数えられる。具体的には『山海経』をはじめとする中国の神仙思想に基づいた図様であると考えられているが、1981年時点では具体的な典拠は不明とされている。
N-74は、背面の中心部に部がやや平たい半球形の鈕が配され、その周囲には波のような文様が、さらにその周囲には岩礁を思わせる磯型の文様が環状にあしらわれている。外周側の四方には樹木の茂った山岳がシンメトリーに配されており、それぞれ異なるモチーフがあしらわれている。ひとつは雉と思われる2羽の尾長鳥と、双髷で大袖の衣をまとい岩に腰掛けている一人の仙人もしくは仙女が、ひとつは虎と思われる2頭の獅子が、ひとつは雉と思われる2羽の尾長鳥が、ひとつは2頭の鹿がそれぞれ配されている。山岳の周囲には海のような文様が広がっており、波間には複数のモチーフがあしらわれている。ひとつは網代の帆を張った船と、船上から釣り糸を垂らす釣り人（男性で帽子を被っており、服は筒袖の衣を着ている。右手に釣り竿、左手に棹を持っている。）が、ひとつは四肢を紐で結んだ獣皮の浮き袋の上に座る男性（帽子を被っており、服は筒袖の衣を着ている。）、ひとつはおしどりと鴨と思われる2羽の水禽が配されてる。本面にあしらわれたヒト・動物の多くは右を向いており、人物はすべて衣服を左前に着ている。文様表現は鮮明であるものの、獣皮の浮袋や人物のデッサンが不正確であるほか、波状文の一部には緊密感を欠く箇所がみられる。
N-75の図様はN-74とほとんど同一である。そのため、以下ではN-74との相違点について詳述する。具体的なモチーフで言えば、N-74は中心部の鈕と磯型の文様の間に波のような文様があったが、N-75ではこれがなく無文である。また、海の文様の間に配された水禽が3匹であり、N-74よりも1匹多い。全体的なつくりに関しては、文様のつながりがN-74に比べて自然であるほか、獣皮や人物のデッサンも優れており、文様の統一感についても勝っている。なお、鏡の縁周りと文様外縁部の境界に一部乱れがみられ、波の形状がN-74と明確に異なる箇所が存在する。鈕はN-74に比べて小さく、上部には凹凸がみられる。
なお、海磯鏡と類似の図様をもつ鏡として山水人物鳥獣背円鏡（正倉院南倉七〇–四）が存在する。

### 材質・製法
二面ともに材質は白銅であり、鋳造によってつくられている。蛍光X線分析で確認された銅質および、N-75の亀裂から確認できる断面にも鬆が少ないことから、いずれも良質な銅によって鋳造されたとみられる。鋳出技術については、N-74は比較的鮮明であるものの、N-75は全体的に粗く、型崩れのような箇所も散見される。鋳浚技術については、N-74は非常に優れている一方、N-75では鋳肌が残る箇所があるなど十分とは言えない状態である。鋳造方法は、二面いずれも蝋型鋳造によると思われる箇所と、陰刻鋳型鋳造によると思われる箇所の両方があり、前者は樹木、水禽、動物、人物、船の網代、後者は山岳、紐周辺の環状文などである。N-75は波、山岳、外周部などに大きなへこみがあり、製作過程で何らかの異物を除去した痕跡だと考えられている。なお、N-74の鈕は轆轤によって丁寧に仕上げられている一方、N-75は上部に凹みがあり、手仕上げとみられる。また、二面ともに鋳造以前の段階での亀裂に由来すると思われる隆起線が複数箇所存在している。N-75は紐の円周に接する線でふたつに割れており、いつ破損したかは不明である。具体的な鋳造方法については未だ定説をみない。詳細は#議論を参照のこと。
1980年に東京国立博物館が実施した蛍光X線検査では、N-74の成分組成は主に銅52%、錫45%、鉛2–3%から成り、その他ごく微量の不純物として鉄、銀、水銀が含有されていることと、ヒ素が含有されている可能性があることが判明した。

## 来歴
海磯鏡は736年（天平8年）2月22日に光明皇后によって法隆寺に施入された。根拠となるのは747年（天平19年）成立の『法隆寺伽藍縁起并流記資財帳』の記述であり、光明皇后、牟漏女王、円方女王が法隆寺に仏具や香木を施入した旨が記されている。そのうち光明皇后の施入品に関する記述に『弐面　一径一尺五寸六分　一径一尺五寸五分／並裏海礒形／右天平八年歳次丙子二月廿二、納賜平城宮皇后宮者』とあり、二面の寸法を小唐尺で測るとN-74が1尺5寸7分、N-75は1尺5寸5分と当該記述に近似するため、この「弐面」が海磯鏡ふたつに相当すると考えられている。「海磯鏡」の名も、法隆寺資財帳の「海礒形」との記述が由来である。
法隆寺資財帳以降に法隆寺において海磯鏡の存在を推定させる史料としては、鎌倉時代の『古今目録抄』の裏書に「寛元元年癸卯八月廿三日、後法性寺禅定殿下法隆寺寶蔵寶物自北被渡南時日記」として「五面 大一者一尺五寸許 余四者一尺許 入一箱」との記述があり、二面のうちいずれかが1243年当時に法隆寺の宝物庫に存在していたことがわかる。江戸時代の史料では『集古十種』、『斑鳩古寺便覧』（天保7年）、『御寶物圖繪』（天保13年）、『法隆寺記補忘集』の記述からN-74の存在を確認できる。
1878年（明治11年）には法隆寺献納宝物の一部として法隆寺から皇室へと献上され、その後は東京国立博物館に引き継がれ、2025年時点では同館に所蔵されている。1957年6月18日に国指定重要文化財に指定され、1964年5月26日には国宝に昇格した。
1980年には東京国立博物館の法隆寺献納宝物特別調査の対象に「鏡鑑」が選定され、その一環として同年7月から10月にかけて海磯鏡も蛍光X線分析等の調査が行われた。本調査による成果は『法隆寺特別調査概報II 鏡鑑』にまとめられ、海磯鏡の本格的な基礎資料がはじめて詳細にまとめられた。

## 議論

### 用途
施入日である2月22日は聖徳太子の命日であり、なんらかの法要に際して施入された可能性がある。具体的には、光明皇后による海磯鏡の施入と同時に牟漏女王と円方女王はそれぞれ1面ずつ禽獣鏡を施入しており、奈良時代の仏教修法では鏡4面を用いる事例が多数みられるため、これら4面を一組として聖徳太子の命日に合わせた特別な修法に用いられた可能性が指摘されている。
東京国立博物館の三田覚之は法隆寺金堂の釈迦三尊像に奉じられたものであると述べており、仏像に一対の鏡が献じられた例として、『七犬寺日記』（1106年）において東大寺大仏殿に「海印三昧」の図様をあしらった2脚の鏡台が奉じられていた事例を挙げ、海磯鏡も一対で荘厳のために用いられたものではないかと推測している。

### 製法
海磯鏡二面はいずれも図様が酷似しているところ、細部では異なる箇所が複数ある。特に、中央部の波文様は明らかに図様が異なるため、二面は同笵鏡ではないことが明白である。それゆえ製作方法および二面の制作時期の先後関係については不明であり、未だ定説をみない。
上述の通り二面ともに蝋型鋳造によると思われる箇所と陰刻鋳型鋳造によると思われる箇所の両方があることから、(1)蝋型鋳造説、(2)陰刻鋳型鋳造説、(3)折衷技法説（陰刻鋳型をもとに蝋で鋳型を作成し、修正を加えたうえで鋳造）の三説が検討されている。古くは香取秀真や『帝室博物館図録』が蝋型鋳造説を主張していた。1950年には海磯鏡類似の図様をもつ正倉院宝物の山水人物鳥獣背円鏡（正倉院南倉七〇–四）の詳細な調査が行われ、その結果内藤春治と鈴木信一が石型による陰刻鋳造によるとした論考を発表
、これを受けた小林行雄が香取説を批判する論考を発表した。1964年には中野政樹が蝋型鋳造と陰刻鋳造の折衷説を提示すると、1981年の『法隆寺特別調査概報II 鏡鑑』も結論を保留しつつ同説に対して肯定的な立場を取っており、1998年時点では蝋型説は劣勢にあるも、松本は1998年の論考で蝋型説を主張している。
人物の着衣がすべて左前である点や動物の多くが右向きで描写されている点からは、原図を写し取る際に逆版してしまった可能性が想定でき、陰刻鋳型鋳造説もしくは折衷技法説の根拠となりうる。また、N-74の文様外縁部には蝋を貼り付けた痕跡の可能性のある細い溝が見られ、蝋型鋳造説もしくは折衷技法説の根拠となりうる。東京国立博物館は1981年に、これらふたつの事情を勘案すると折衷技法説の可能性が比較的有力であろうと考察している。なお、衣服が左前に描写されている点について、松本は蝋型で製作された唐代の鏡に衣服を左前で描写している作例がある点や、鏡以外でも永泰公主墓の石槨線刻画のような意図的に左前で描写したとされる作例がある点を挙げ、衣服が左前であることがただちに陰刻鋳造説を追認できる根拠たり得ないと述べている。同様に動物の多くが右向きに描写されている点もまた逆版現象の根拠として確定的なものではないと述べている。
二面には鋳型の亀裂が原因と思われる隆起線が同じ場所に入っているため、東京国立博物館はその部分は同じ鋳型をもとに作成された可能性が高いと述べている。また、二面とも位置は違うものの、他の箇所にも亀裂痕に由来すると思われる線がみられ、製法の観点からはこれらの線がどのように生まれたかが謎となっている。
大正大学の加島勝は、文様の相違が中央部に多くみられることを根拠に、原型となる鏡を蝋で写し取ってこれら二面を製作したが中央部の造形に失敗してしまい、それを補修したがゆえにこのような文様の相違が発生しているのだろうと考察している。
東京国立博物館の中野政樹は、原型の亀裂由来と思われる線がある点から、元となる版の中心部が破損し、それを他の海磯鏡から写し取った模様を移植することで版を修復したのではないかと推測しており、蝋型と陰刻両方の要素を持つ点については、移植時に模様が不自然になった箇所を蝋型製作の技法で調整したがためではないかと述べている。また、このことが顕著に現れている箇所として、釣り舟が同一形状であるにもかかわらず船上の釣り人の形状が異なる点を挙げている。祖型が同一であるにもかかわらず二面の大きさが異なる点については、海磯鏡は祖型を元に何度かの踏返し鋳造が行われた量産品であるがためだろうと述べており、そのような鋳造技術は奈良時代の日本になかったとして中国製なのではないかと推測している。

### 製作地
製作地については日本か中国かで見解が分かれており、鋳造技法の複雑さも踏まえると二面が同時期に同じ場所で製作されたかどうかも定かではない。
海磯鏡の類例である山水人物鳥獣背円鏡（正倉院南倉）は四方の山岳に加えて中央部の鈕にも山岳文があしらわれており、『列子』における五神山（岱輿、員嶠、方丈、瀛洲、蓬莱）を表現したものだと考えられているところ、海磯鏡の鈕は無文である。昭和女子大学の植松勇介はこの点について、海磯鏡は元となるモチーフの意味を理解せずに製作された可能性を指摘しており、それゆえ唐ではなく日本で製作されたものであろうと述べている。同様に、N-74の獣皮袋や釣りの図様には実際のモチーフを知らないがために発生したと思われる写し崩れがみられる。
加島も海磯鏡のモチーフに対する不理解があると述べており、具体的には植松と同様に鈕が無文である点を指摘しているほか、正倉院の山水人物鳥獣背円鏡の山岳は麓の部分に州浜が、頂上付近には飛雲文が配されているのに対して、海磯鏡は山岳の頂上付近に洲浜が配されていることを挙げ、モチーフの本来あるべき天地関係が理解されていないと述べている。加島はこれらの点から、山水人物鳥獣背円鏡は唐で製作され、海磯鏡は奈良時代の日本で製作されたものであろうと推測している。蔵田蔵は海磯鏡に描かれた図様は唐代の様式によるものであると述べつつも、山岳がなだらかな曲線のみで描かれている点や樹木の描写について、奈良時代の絵画に共通する点があると述べている。松本伸之は鈕や外周部の表面に凹凸がある点について、唐鏡にはこういった凹凸があまりみられないと指摘し、唐鏡や粉本を元に日本で製作された可能性があると述べているほか、二面ともに鋳造技術の稚拙さ、粗雑さを指摘し、潤沢な製作資金が前提となるこのような大型鏡において完成度が唐式鏡の一般的な水準を下回るのは、日本製であるためだと述べている。また、中国科学院考古研究所副所長の王仲珠は海磯鏡の図様について、図様に散りばめられた個々の要素こそ中国的であるものの、全体の構成は中国的ではない点を指摘している。

## 評価
松本伸之は本品の銅鏡における位置づけについて、きわめて大型である点、文様の特異性、一対である点を挙げ、「ひときわ異彩を放っている」と評している。文化遺産オンラインは、本品の施入日が聖徳太子の命日である2月22日であることを挙げ、初期の太子信仰のありかたにおける重要な遺品であると述べている。